# Аррах
Аррах (нім. Arrach) — громада в Німеччині, розташована в землі Баварія. Підпорядковується адміністративному округу Верхній Пфальц. Входить до складу району Кам.
Площа — 28,80 км2. Населення становить 2416 ос. (станом на 31 грудня 2020).